# Bistum Marília
Das Bistum Marília (lateinisch Dioecesis Mariliensis, portugiesisch Diocese de Marília) ist eine in Brasilien gelegene römisch-katholische Diözese mit Sitz in Marília im Bundesstaat São Paulo. 

## Geschichte
Das Bistum Marília wurde am 16. Februar 1952 durch Papst Pius XII. mit der Apostolischen Konstitution Ad Episcoporum munus aus Gebietsabtretungen des Bistums Lins errichtet und dem Erzbistum Botucatu als Suffraganbistum unterstellt.

## Bischöfe von Marília
- Hugo Bressane de Araújo, 1954–1975
- Daniel Tomasella OFMCap, 1975–1992
- Osvaldo Giuntini, 1992–2013
- Luiz Antônio Cipolini, seit 2013